# Azerbaiyán en los Juegos Europeos de Bakú 2015
Azerbaiyán participó en los Juegos Europeos de Bakú 2015 con una delegación de 289 deportistas. Responsable del equipo nacional fue el Comité Olímpico Nacional de Azerbaiyán, así como las federaciones deportivas nacionales de cada deporte con participación.
El portador de la bandera en la ceremonia de apertura fue el yudoca Elmar Qasımov.

## Medallistas
El equipo de Azerbaiyán obtuvo las siguientes medallas:
| Nombre                                  | Deporte               | Competición              |
| --------------------------------------- | --------------------- | ------------------------ |
| Oro                                     |                       |                          |
| Elvin Məmişzadə                         | Boxeo                 | Mosca (–52 kg) M         |
| Lorenzo Sotomayor                       | Boxeo                 | Superligero (–64 kg) M   |
| Albert Səlimov                          | Boxeo                 | Ligero (–60 kg) M        |
| Pərviz Bağırov                          | Boxeo                 | Welter (–69 kg) M        |
| Teymur Məmmədov                         | Boxeo                 | Semipesado (–81 kg) M    |
| Abdulkadır Abdullayev                   | Boxeo                 | Pesado (–91 kg) M        |
| Oleg Stepko                             | Gimnasia artística    | Paralelas M              |
| İlham Zəkiyev                           | Judo                  | +90 kg (ciegos) M        |
| Firdovsi Fərzəliyev                     | Karate                | Kumite –60 kg M          |
| Rafael Ağayev                           | Karate                | Kumite –75 kg M          |
| Ayxan Mamayev                           | Karate                | Kumite –84 kg M          |
| İrina Zaretska                          | Karate                | Kumite –68 kg F          |
| Rəsul Çunayev                           | Lucha grecorromana    | 71 kg M                  |
| Elvin Mürsəliyev                        | Lucha grecorromana    | 75 kg M                  |
| Toğrul Əsgərov                          | Lucha libre           | 65 kg M                  |
| Xetaq Qazyumov                          | Lucha libre           | 97 kg M                  |
| Mariya Stadnik                          | Lucha libre           | 48 kg F                  |
| Anjela Doroqan                          | Lucha libre           | 53 kg F                  |
| Ayxan Tağızadə                          | Taekwondo             | –68 kg M                 |
| Milad Beigi Harchegani                  | Taekwondo             | –80 kg M                 |
| Radik İsayev                            | Taekwondo             | +80 kg M                 |
| Plata                                   |                       |                          |
| Xaybula Musalov                         | Boxeo                 | Medio (–75 kg) M         |
| Sevil Bünyatova                         | Esgrima               | Sable ind. F             |
| Oleg Stepko                             | Gimnasia artística    | Concurso completo ind. M |
| Oleg Stepko                             | Gimnasia artística    | Caballo con arcos M      |
| Marina Durunda                          | Gimnasia rítmica      | Cinta F                  |
| Orxan Səfərov                           | Judo                  | –60 kg M                 |
| Səbinə Abdullayeva                      | Judo                  | –57 kg (ciegos) F        |
| Rafiq Hüseynov                          | Lucha grecorromana    | 80 kg M                  |
| Sabah Şəriəti                           | Lucha grecorromana    | 130 kg M                 |
| Valentin Demianenko                     | Piragüismo            | C1 200 m M               |
| İslam Qasımov                           | Sambo                 | –57 kg M                 |
| Amil Qasımov                            | Sambo                 | –74 kg M                 |
| Vasif Səfərbəyov                        | Sambo                 | +100 kg M                |
| Nəzakət Xəlilova                        | Sambo                 | –52 kg F                 |
| Fəridə Əzizova                          | Taekwondo             | –67 kg F                 |
| Bronce                                  |                       |                          |
| Tayfur Əliyev                           | Boxeo                 | Gallo (–56 kg) M         |
| Məhəmmədrəsul Məcidov                   | Boxeo                 | Superpesado (+91 kg) M   |
| Anna Əlimərdanova                       | Boxeo                 | Gallo (–54 kg) F         |
| Yana Alekseyevna                        | Boxeo                 | Ligero (–60 kg) F        |
| Sevinç Bünyatova                        | Esgrima               | Sable ind. F             |
| Oleg Stepko                             | Gimnasia artística    | Salto de potro M         |
| Ilia Grishunin                          | Gimnasia en trampolín | Individual M             |
| Petro Pajniuk Oleg Stepko Eldar Səfərov | Gimnasia artística    | Equipo M                 |
| Zakir Müslümov                          | Judo                  | +90 kg (ciegos) M        |
| İlahə Qasımova                          | Karate                | Kumite –50 kg F          |
| Niyazi Əliyev                           | Karate                | Kumite –67 kg M          |
| Elman Muxtarov                          | Lucha grecorromana    | 59 kg M                  |
| Həsən Əliyev                            | Lucha grecorromana    | 66 kg M                  |
| Cəbrayıl Həsənov                        | Lucha libre           | 74 kg M                  |
| Hacı Əliyev                             | Lucha libre           | 61 kg M                  |
| Ruslan Dibirhacıyev                     | Lucha libre           | 70 kg M                  |
| Camaləddin Maqomedov                    | Lucha libre           | 125 kg M                 |
| Nataliya Sinişin                        | Lucha libre           | 55 kg F                  |
| Patimat Abakarova                       | Taekwondo             | –49 kg F                 |
| Rostislav Pevtsov                       | Triatlón              | Individual M             |